# Potelet

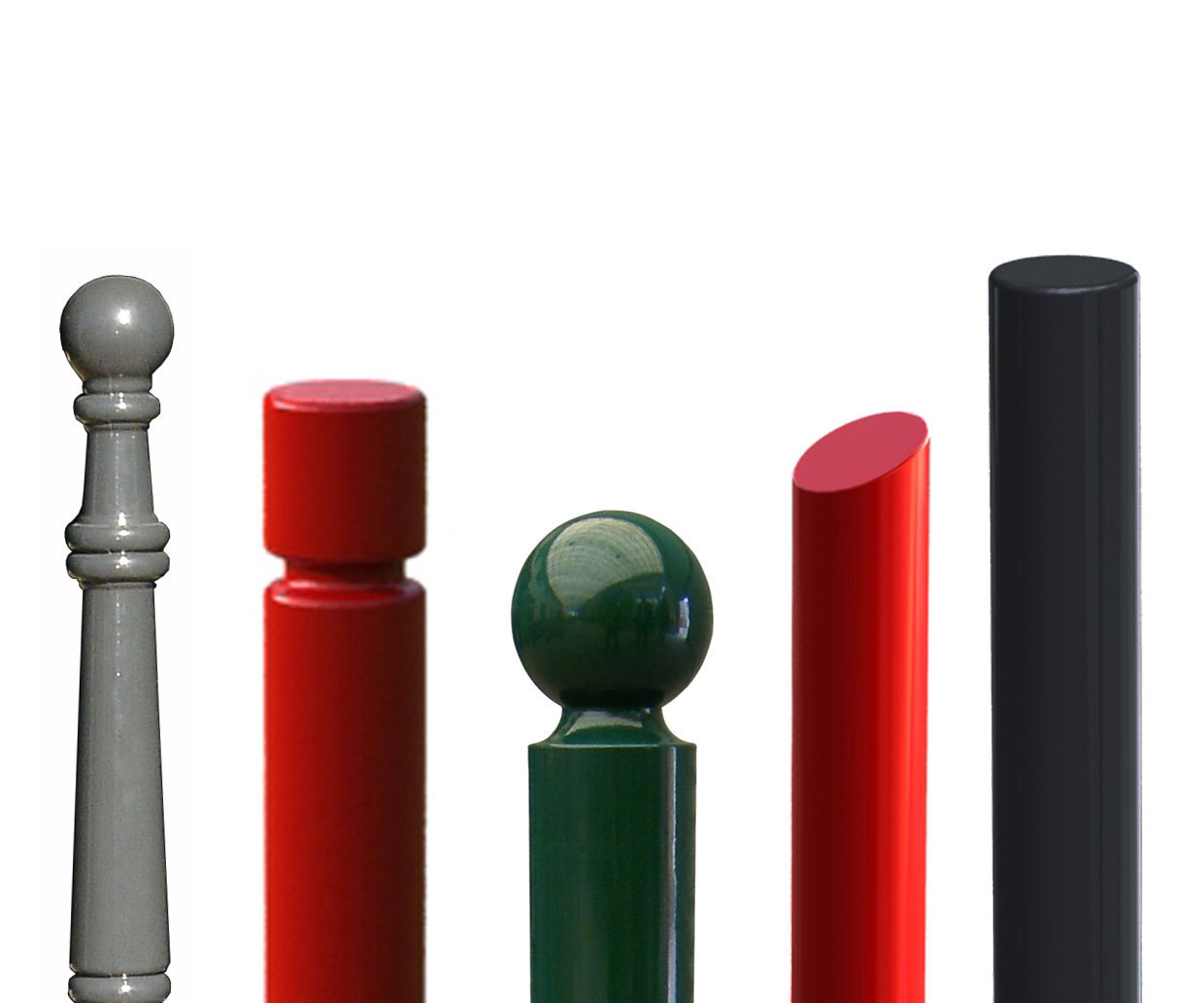
Différents potelets urbains.

Un potelet est un petit poteau, destiné à réguler et contenir un flux de circulation (piétons, véhicules). Ils s'accompagnent souvent de barrières de ville.

## Différents types

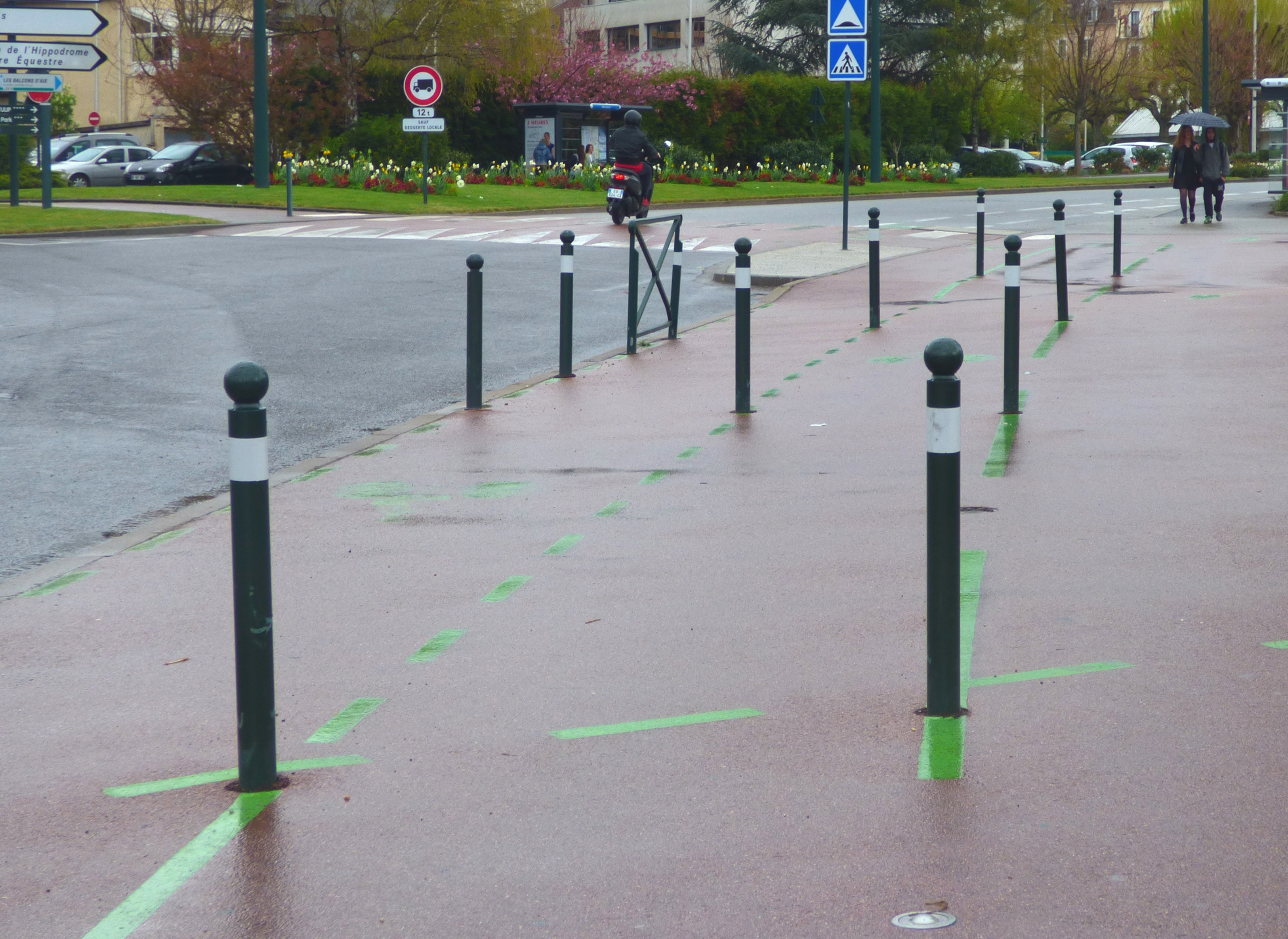
Des potelets, accompagnés de colliers rétroréfléchissants, sur un trottoir.

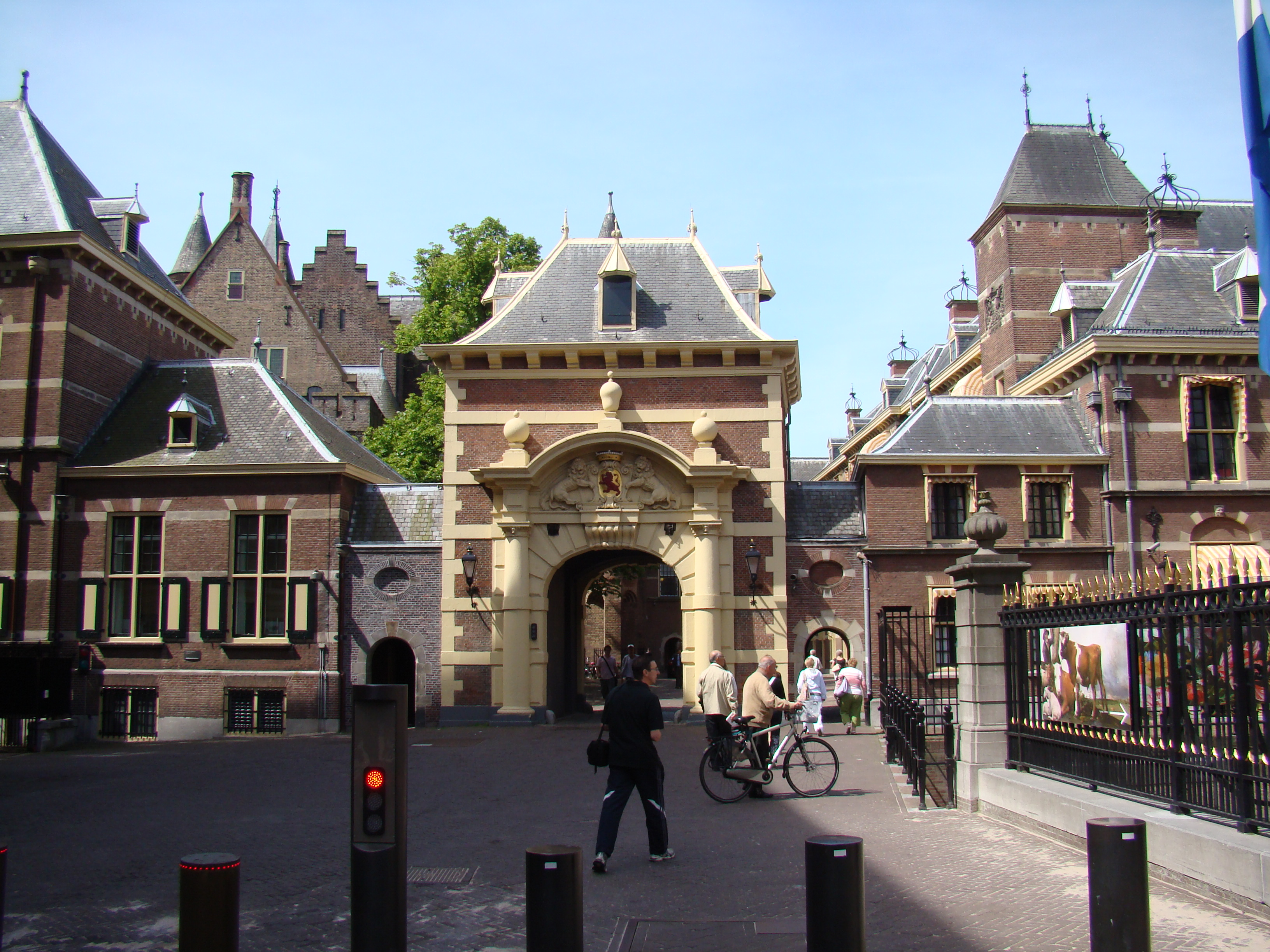
Des potelets d'accès bloquent la route menant au parlement des Pays-Bas, à La Haye.

Deux types de potelets peuvent être distingués, suivant leur mode d'utilisation.

### Mobilier urbain
Un potelet est un petit poteau utilisé en tant que mobilier urbain pour empêcher le stationnement sur un trottoir. En France, l'installation des potelets a débuté dans les années 1990, en particulier à Paris. L'apparence des potelets peut varier selon les pays. Les potelets se déclinent aujourd'hui en plusieurs versions (matériaux, design, système d'installation, fonction).
En 2013, la ville de Paris comptait environ 355 000 potelets.
Des critiques se font entendre vis-à-vis des potelets urbains : perte d’espace, séparation pseudo-sécuritaire des usagers (accroissement de la vitesse automobile et confinement des piétons), mobilier dangereux pour les motards.

### Potelet d'accès
Placé sur une route, il bloque l'accès d'un lieu à un véhicule qui ne peut le faire descendre. Les piétons peuvent cependant passer.

### Mobilier d'accueil
Un potelet désigne également un petit poteau employé pour la délimitation d'espaces ou la gestion de files d'attente. Généralement équipé d'un enrouleur de sangle ou d'une (ou plusieurs) corde(s), le potelet de délimitation sert à maîtriser les déplacements du public en délimitant des zones de libertés et de sécurité ou à organiser des files d'attente.
Ce type de potelet est également parfois appelé « potelet guide-file », « potelet de délimitation », « potelet de file d'attente », « poteau de balisage », « bollard » (au Québec) ou, plus rarement, « piquet d'accueil » ou « tense à guide ».